# Pu·Li·Ru·La
Pu·Li·Ru·La是太東於1991年發行的一款街機遊戲，以其精緻的藝術風格和奇異的怪物設計而聞名。 該遊戲後來被移植到FM Towns Marty、世嘉土星、PlayStation和PlayStation 2。

## 劇情
Pu·Li·Ru·La的故事發生在一個用時間之鑰保持時間正常流動的世界拉底蘭。某日惡勢力偷走時間之鑰，使時間停滯，伺機破壞。於是男主角札克和女主角梅爾被一名神秘老人賦予魔杖，踏上保衛城鎮、打敗惡勢力以奪回時間之鑰的冒險。

## 軼事
- 日版遊戲某一關卡的背景是一雙從兩側城門伸出的巨大女腿，中間的城門(女陰部位)不時竄出一頭粉紅大象。該設計在國際板被刪除。[1]
- 1994年同樣由太東製作的街機泡泡交響曲 （页面存档备份，存于）的某一關卡，直接挪用Pu·Li·Ru·La的怪物與頭目。
- 遊戲主角札克與梅爾於《高分少女》動畫17話客串出現。